# عبور کامیون ممنوع
 عبور کامیون ممنوع جزء نشان‌های بازدارنده یا انتظامی راهنمایی و رانندگی است. رانندگان کامیون در مسیرهایی که این نشان است نباید تردد کنند. این نشان در ایران نیز رایج است.